# Referentie-implementatie
In softwareontwikkeling is de referentie-implementatie (ook: voorbeeldimplementatie) een implementatie van een specificatie. Een referentie-implementatie wordt gebruikt om fouten of dubbelzinnigheden in de specificatie op te sporen en om anderen te helpen bij hun eigen implementatie van de specificatie. Zij kunnen de referentie-implementatie bekijken om bepaalde aspecten van de specificatie beter te begrijpen of om hun implementatie aan af te meten.
Daarnaast helpt een referentie-implementatie om na te gaan of de specificatie daadwerkelijk te implementeren is. Een referentie-implementatie wordt doorgaans ontwikkeld door de ontwikkelaars van de specificatie, samen met allerlei testen om de correctheid van de specificatie te garanderen. De referentie-implementatie hoeft niet te voldoen aan de kwaliteitseisen, zoals snelheid en geheugengebruik, die men doorgaans stelt aan applicaties die door gebruikers gebruikt worden.

## Voorbeelden
Voor specificaties die via het Java Community Process worden gestandaardiseerd (deze worden Java Specification Requests genoemd) bestaat een referentie-implementatie, zoals JSR 5 en JSR 63 (Java API for XML Processing), JSR 231 (Java OpenGL) en JSR 241 (Groovy).
In RFC-specificaties van cryptografische algoritmen is in de appendix een referentie-implementatie bijgevoegd, zoals bij RFC 1319 (MD2), RFC 1320 (MD4) en RFC 1321 (MD5).